# David Currie (économiste)
Pour les articles homonymes, voir Currie.
David Anthony Currie, baron Currie de Marylebone (né le 9 décembre 1946) est un économiste britannique spécialisé dans la réglementation et membre crossbencher de la Chambre des lords. Currie est le premier président de l'Autorité de la concurrence et des marchés (CMA).

## Biographie
Currie est né à Streatham, dans le sud de Londres, et fréquente la Battersea Grammar School. Il obtient un diplôme de première classe en mathématiques à l'Université de Manchester et une maîtrise en planification économique nationale à l'Université de Birmingham, après quoi il obtient un poste d'économiste chez Hoare Govett. En 1972, il est maître de conférences au Queen Mary College, Université de Londres, et progresse jusqu'à une nomination en tant que professeur d'économie. Après cela, il passe 12 ans à la London Business School et est nommé professeur d'économie en 1988.
En 1992, Currie est l'un des « six sages » conseillant le département du Trésor du gouvernement conservateur sur les questions économiques en tant que membre du Panel des prévisionnistes indépendants du Trésor, où il reste pendant trois ans . Currie est administrateur et président du comité exécutif du groupe de pression Charter88 de 1993 à 1997. Le 1er octobre 1996, il est nommé pair à vie et siège en tant que membre crossbencher de la Chambre des Lords sous le titre de baron Currie de Marylebone, de Marylebone dans la ville de Westminster.
En 2001, Currie est nommé doyen de l'école de commerce de la City University. Il obtient un don de la Fondation Sir John Cass et l'année suivante, l'école change son nom en Sir John Cass Business School, déménage dans des locaux plus grands, investit dans de nouvelles installations et recrute du personnel académique pour fournir les nouveaux programmes élargis.
En juillet 2002, la secrétaire à la Culture, Tessa Jowell, nomme Currie premier président du bureau des communications nouvellement créé, l'Ofcom, qui combine les responsabilités de cinq régulateurs différents précédemment existants. Jowell est renouvelé en 2007 pour une nouvelle période de deux ans. Il mène l'examen stratégique des télécommunications qui conduit au dégroupage rapide des lignes téléphoniques BT et à l'utilisation du marché libre pour allouer le spectre via la mise aux enchères. En 2009, le mandat prolongé de Currie prend fin et il est remplacé par Colette Bowe.
Currie est membre du conseil d'administration de l'Autorité des marchés du gaz et de l'électricité de 2000 à 2002. Il est directeur de la Dubai Financial Services Authority depuis 2004. En 2011, il publie un rapport sur les réformes de certains aspects des achats d'équipements pour le ministère de la Défense britannique. Les propositions servent de base à la partie 2 de la loi de 2014 sur la réforme de la défense. À la suite du scandale du piratage téléphonique de News International, Currie est nommé le 20 juillet 2011 au comité consultatif de l'enquête Leveson sur la culture, les pratiques et l'éthique de la presse britannique. Currie siège aussi aux conseils d'administration d'Abbey National (2001-2002), de BDO International (2008-2012), de Royal Mail (2009-2012), d'IG Group (2010-2012) et est président de Semperian (2008-2012), ainsi que du London Philharmonic Orchestra (2007-2012) et du Joseph Rowntree Reform Trust (1989-2002).
Currie est aussi membre du conseil d'administration de l'Institute for Government et président du conseil de l'Université de l'Essex.
En juillet 2012, Currie est nommé président de l'Autorité de la concurrence et des marchés (CMA) qui commence ses activités le 1er avril 2014. Il expose son concept pour l'Autorité lors d'une conférence au Barreau en novembre 2012. Il démissionne de tous ses mandats du secteur privé basés au Royaume-Uni en 2012 pour éviter les conflits d'intérêts.

## Vie privée
Currie est nommé membre honoraire de l'Université Queen Mary de Londres en 1997, et reçoit un DLitt honorifique de l'Université de Glasgow en 1998, un doctorat honorifique en sciences de la City University en 2012 et un doctorat honorifique de l'Université de l'Essex en 2014.

## Publications
Currie est auteur, co-auteur ou éditeur de plusieurs publications sur les politiques et systèmes économiques:
- Currie (editor), Advances in Monetary Economics, London, Dover, N.H. : Croom Helm, 1985 (ISBN 0709934432, lire en ligne)
- Goodhart, Currie and LLewellyn, The Operation and Regulation of Financial Markets, Macmillan, 1987
- Currie and Vines, Macroeconomic Interactions between North and South, Cambridge University Press, 1988
- Currie and Levine, Rules, Reputation and Macroeconomic Policy Co-ordination, Cambridge University Press, 1993
- Vines and Currie, North-South Linkages and International Macroeconomic Policy, Cambridge University Press, 1995
- Currie, The Pros and Cons of EMU, London, Economic Intelligence Unit, 1997 (ISBN 0850589223)
- Currie, Will the Euro Work? The Ins and Outs of EMU, London, Economic Intelligence Unit, 1998 (ISBN 0850589983)